# 田形皇女
田形皇女（674年—728年，即生於天武天皇3年，卒於神龜元年3月5日），天武天皇之女，齋王（伊勢神宮巫女）。母親是蘇我赤兄之女大蕤娘，同母兄穗積皇子，同母姊紀皇女。
706年（慶雲3年）8月29日接替泉皇女出任伊勢神宮齋王，離任返回平城京的確實時間不詳，大約是在707年（慶雲4年）6月15日文武天皇崩御以後。回京後與六人部王成婚，並誕下後來成為歌人的笠縫女王。724年（神龜元年）2月6日敘位三品。728年3月5日去世。
田形皇女本人沒有詩歌傳世，但丈夫六人部王與女兒笠縫女王皆有詩歌存於《萬葉集》。

## 血緣
- 父：天武天皇
- 母：蘇我大蕤娘（父：蘇我赤兄）
- 兄：穗積親王
- 同母姊：紀皇女

- 夫：六人部王
  - 子：笠縫女王